# Olivera Jevtić
Pour les articles homonymes, voir Jevtić.
Olivera Jevtić (en serbe Оливера Јевтић, née le 24 juillet 1977 à Titovo Užice, devenu Užice) est une athlète serbe, spécialiste du marathon.

## Carrière
Elle détient le record national du marathon en 2 h 25 min 23 s, établi lors du marathon de Rotterdam en 2003. Elle est médaillée d'argent lors des Championnats d'Europe à Göteborg en 2006 et termine 4e en 2 h 34 min 56 s à ceux de Barcelone 2010.
Elle a terminé sixième des Jeux olympiques d'Athènes en 2004.

## Palmarès
| Date | Compétition         | Lieu    | Résultat | Épreuve  | Temps          |
| ---- | ------------------- | ------- | -------- | -------- | -------------- |
| 2009 | Jeux méditerranéens | Pescara | 2e       | 10 000 m | 32 min 23 s 06 |